# Myrsine philippinensis
Myrsine philippinensis är en viveväxtart som beskrevs av A. Dc. Myrsine philippinensis ingår i släktet Myrsine och familjen viveväxter. Inga underarter finns listade i Catalogue of Life.